# Jeppe Bruus Christensen
Pour les articles homonymes, voir Christensen.
Jeppe Bruus Christensen, né le 20 avril 1978 à Tølløse (Danemark), est un homme politique danois, membre de la Social-démocratie (SD).

## Biographie
Jeppe Bruus Christensen est diplômé en sciences politiques à l'université de Copenhague en 2007.
Il est pour la première fois candidat aux élections législatives de 2011, lors desquelles il obtient 2706 voix. Bien que cela ne soit pas suffisant pour obtenir un siège au Parlement, cela fait de lui le principal suppléant des sociaux-démocrates dans la circonscription du Grand Copenhague. À ce titre, il devient temporairement membre du Folketing du 5 novembre au 3 décembre 2013, en remplacement Sophie Hæstorp Andersen. Lorsque celle-ci est élue présidente de la région Hovedstaden après les élections locales de 2013, il devient député de plein exercice au Folketing jusqu'à la fin de la législature.
Il est de nouveau candidat aux élections législatives du 18 juin 2015. Il obtient 2806 voix et devient de nouveau le principal suppléant des sociaux-démocrates de la circonscription. Il redevient membre temporaire du Folketing le 4 juillet 2015 au 30 septembre 2016, en remplacement de Mogens Lykketoft pendant son mandat de président de l'Assemblée générale des Nations unies. Durant ce remplacement, il est le porte-parole de son groupe sur les questions de dumping, et assure à titre intérimaire le rôle de porte-parole sur les questions fiscales. 
Après son départ du Folketing, il devient directeur de la communication de SKAT, l'agence gouvernementale chargée de la collecte des impôts. Il conserve ce même rôle après la transformation en 2018 de l'agence en Skattestyrelsen (da).
Lors des élections législatives de 2019, il est finalement élu au Parlement, obtenant 4397 voix et remportant un siège dans la circonscription de Copenhague. Après les élections, il devient porte-parole de son groupe sur les questions de justice et est élu président de la commission parlementaire sur les transports et le logement. Il quitte ces rôles en août 2021 pour devenir le porte-parole politique de son groupe.
Le 4 février 2022, il devient ministre de la Fiscalité au sein du gouvernement de Mette Frederiksen. Il est réélu au Folketing lors des élections législatives anticipées de 2022. Le 15 décembre, il est reconduit dans ses fonctions ministérielles dans le gouvernement de coalition formé à l'issue de scrutin.
Le 29 août 2024, à l'occasion d'un remaniement ministériel, il devient ministre du Pacte pour la Transition écologique agricole, alimentaire et foncière.